# ソリフル
ソリフル （Solihull）は、イングランドのウェスト・ミッドランズにあるタウン。ソリハルやソーリハルの表記ゆれもみられる。人口は約12万人（2021年）。ウェスト・ミッドランズ・コナベーションの一部を成し、バーミンガム市中心部より14 kmの距離にある。
歴史的にはウォリックシャーの一部で、イングランドのミッドランド地方で最も有望な町の一つである。

## スポーツ
町内最大のサッカークラブチームはソリフル・ムーアズFCで、町の中心部から2 mi (3.2 km)離れたダムソン・パークを本拠地としている。このクラブチームは2007年にソリフル・ボロとムーア・グリーンが合併して結成されたセミプロチームであり、現在はカンファレンス・ノースに所属している。

## 姉妹都市
- フランス ショレ
- ドイツ マイン＝タウヌス＝クライス

## 著名な出身者
- リチャード・ハモンド - トップ・ギアへの出演で有名なBBCのラジオ・テレビ司会者
- アラン・コックス - Linuxカーネルの開発に携わるコンピュータプログラマ
- クレイグ・ガードナー - サッカー選手
- マーティン・ジョンソン - 元ラグビー選手
- ザット・ナイト - サッカー選手
- ジョナサン・ノット - 指揮者